# 切塞纳蒂科
切塞纳蒂科（義大利語：Cesenatico）是位于意大利艾米利亚-罗马涅大区弗利-切塞纳省东部亚得里亚海沿岸的一个港口镇，面积45.16平方（17.44平方英里），人口24,104人（2005年）。

## 友好城市
- 欧布纳
- 荷兰代尔夫宰尔
- 德国施瓦岑贝克
- 瑞士西耶尔
- 比利时泽尔扎特